# Neus Sanz
Nieves Sanz Escobar, más conocida como Neus Sanz (Igualada, Barcelona, España, 18 de septiembre de 1973), es una actriz española.

## Biografía
Neus Sanz empezó a trabajar con 17 años en la compañía de teatro La Cubana. En televisión empezó en TV3, después de muchos años triunfando en la Cubana se fue a Madrid para continuar su carrera.
Ha participado en series como Casi perfectos, aunque su papel más conocido fue el de Rita Peláez en Los hombres de Paco, y en la película Volver de Pedro Almodóvar. También ha participado en el videoclip de «Todo me da igual», sencillo del grupo de música Pignoise.
De 2011 a 2013 trabajó en la serie de Globomedia El barco, transmitida por Antena 3, encarnando a Salomé Palacios, la cocinera del Estrella polar.
En septiembre de 2013, fichó por la cadena Telecinco para la nueva serie B&b, de boca en boca en la que dio vida a Susana durante la primera temporada y que se estrenó en febrero de 2014.

## Teatro
- Cómeme el coco, negro (La Cubana. Gran Casino de Barcelona, San Pedro de Ribas). 1991.
- Maratón Dancing (La Cubana. Mercado de las Flores. Barcelona). 1992.
- Equipatge per al 2000 (La Cubana. CCCB. Barcelona). 1999.
- Cubanades (La Cubana. Gira por España y Francia). 2000-2001.
- Una nit d'òpera (La Cubana. Barcelona). 2001-2002.
- Asesinas: monólogos. (Dirigida por Filomena Martorell). 2003
- Tinc pis: monólogos. (El Terrat. Teatre Victoria. Barcelona). 2003.
- 5mujeres.com (Globomedia. Gira por España). 2005-2008.
- Sexos. 2011.
- Un pedacito de mi. 2017 y actualmente
- La Llamada. Actualmente

## Televisión

### Series de televisión
| Año             | Título                   | Papel                          | Cadena      | Notas         |
| --------------- | ------------------------ | ------------------------------ | ----------- | ------------- |
| 1991-1992       | Teresina S.A             |                                | TV3         | 7 episodios   |
| 2004            | Casi perfectos           | Leonor                         | Antena 3    | 3 episodios   |
| 2005            | 4 arreplegats            | Lola                           | TV3         | 8 episodios   |
| 2005-2010; 2021 | Los hombres de Paco      | Margarita "Rita" Peláez Espada | Antena 3    | 117 episodios |
| 2011-2013       | El barco                 | Salomé Palacios                | Antena 3    | 43 episodios  |
| 2014            | B&b, de boca en boca     | Susana Rivas                   | Telecinco   | 16 episodios  |
| 2015-2016       | Águila Roja              | Soledad                        | La 1        | 22 episodios  |
| 2018-2019       | Amar es para siempre     | Romualda "Romi" García         | Antena 3    | 40 episodios  |
| 2020            | Veneno                   | Remedios                       | Antena 3    | 1 episodio    |
| 2022            | Historias para no dormir |                                | Prime Video | 1 episodio    |
| 2024-2025       | Regreso a Las Sabinas    | Trini de León                  | Disney+     | ¿? episodios  |

### Programas de televisión
- Els Grau. 1991
- Me lo dijo Pérez. 1998-1999
- Tinc pis. 2003-2004
- Los irrepetibles. 2006.

## Cine
- Volver. 2006.
- Carlitos y el campo de los sueños. 2008.
- Los buenos modales.2022

## Cortos
- Reloj de Arena. 2009.
- Orden. 2013
- Votamos. 2021

## Premios y candidaturas
- Premio Intercoiffure. 2007.
- MEJOR INTERPRETACIÓN en el "III Festival Cuéntalo en 90 segundos (2009)" de Almería por su interpretación de Maribel en el cortometraje "Reloj de Arena".
- MEJOR INTERPRETACIÓN en el "II Certamen Nacional de POSIvídeo (2009)" de Almería por su interpretación de Maribel en el cortometraje "Reloj de Arena".
- PREMIO A LA MEJOR ACTRIZ en el "VI Concurso del Plano Secuencia del Corovell (2010)" de Terrassa por su interpretación de Maribel en el cortometraje "Reloj de Arena".
- PREMIO A LA MEJOR ACTRIZ en el "II Festival Internacional de Pilas en Corto (2010)" de Sevilla por su interpretación de Maribel en el cortometraje "Reloj de Arena".
- PREMIO "RODANDO" en el "VI Festival de Cine y Discapacidad (2010)" de Málaga.